# (20880) Yiyideng
(20880) Yiyideng (2000 VE57) – planetoida z grupy pasa głównego asteroid okrążająca Słońce w ciągu 4,43 lat w średniej odległości 2,69 j.a. Odkryta 3 listopada 2000 roku.